# Mecz Gwiazd Ekstraklasy 2009 (piłka ręczna mężczyzn)
Mecz Gwiazd Ekstraklasy polskiej w piłce ręcznej mężczyzn 2009 – towarzyski mecz piłki ręcznej, rozegrany 31 maja 2009 w hali sportowo-widowiskowej MOSiR w Mielcu, pomiędzy drużynami Północy i Południa, w których wystąpili zawodnicy grający w Ekstraklasie. Zakończył się dwubramkową wygraną Północy (39:37). Po zakończeniu spotkania ogłoszono najlepszą „siódemkę” sezonu 2008/2009. Poprzedni mecz gwiazd odbył się w 1996 w Płocku.
Rada Trenerów ZPRP wybrała do prowadzenia zespołu Północy Daniela Waszkiewicza, natomiast Południa – Bogdana Wentę. Ustalono, że zespół Północy tworzyć będą zawodnicy: AZS-AWF Gorzów Wielkopolski, AZS-AWFiS Gdańsk, Fokus Park Kiper Piotrków Trybunalski, MMTS Kwidzyn, Travelandu Olsztyn i Wisły Płock. Południu przyporządkowano: Azoty-Puławy, Chrobrego Głogów, Miedź Legnicę, Stal Mielec, Vive Kielce i Zagłębie Lubin. Ostatecznie zespół Północy poprowadził trener Edward Strząbała, który zastąpił niemogącego wziąć udziału w tym wydarzeniu z przyczyn zdrowotnych Daniela Waszkiewicza.
Pierwsze „siódemki” Północy i Południa wybrali internauci w ankiecie, która trwała od 28 kwietnia do 17 maja 2009. Prawo wyboru siedmiu zawodników rezerwowych przysługiwało trenerom. Skorzystał z niego Edward Strząbała, natomiast Bogdan Wenta zaakceptował wybór kibiców, tzn. w składzie Południa znaleźli się gracze, którzy w internetowej ankiecie uplasowali się na drugich miejscach poszczególnych pozycji. W internetowej ankiecie wzięło udział ponad 41 tys. osób. Najwięcej głosów otrzymali: Mateusz Jankowski (8847; Północ) i Patryk Kuchczyński (8306; Południe).
Mecz dwiema bramkami wygrała drużyna Północy (39:37). Jej najskuteczniejszym zawodnikiem był król strzelców ekstraklasy sezonu 2008/2009 Piotr Frelek, który zdobył 10 bramek. Najwięcej goli dla zespołu Południa rzucił Patryk Kuchczyński (7). Najlepszym zawodnikiem spotkania został wybrany bramkarz Adam Wolański (Północ). W zespole Południa na pozycji kołowego wystąpił białoruski bramkarz Kazimierz Kotliński – był on jedynym obcokrajowcem, który zagrał w meczu gwiazd.
W maju 2009 odbył się również mecz gwiazd ekstraklasy kobiet.

## Składy

### Północ
| Zawodnik                                                                     | Pozycja      | Rok urodzenia | Klub                                  |
| ---------------------------------------------------------------------------- | ------------ | ------------- | ------------------------------------- |
| Marcin Wichary                                                               | bramkarz     | 1980          | Wisła Płock                           |
| Adam Wolański                                                                | bramkarz     | 1969          | Traveland-Społem Olsztyn              |
| Marek Boneczko                                                               | obrotowy     | 1974          | Traveland-Społem Olsztyn              |
| Mateusz Jankowski                                                            | obrotowy     | 1988          | Fokus Park-Kiper Piotrków Trybunalski |
| Jakub Płócienniczak                                                          | obrotowy     | 1984          | Fokus Park-Kiper Piotrków Trybunalski |
| Michał Adamuszek                                                             | rozgrywający | 1986          | MMTS Kwidzyn                          |
| Piotr Frelek                                                                 | rozgrywający | 1971          | Traveland-Społem Olsztyn              |
| Filip Kliszczyk                                                              | rozgrywający | 1977          | AZS-AWF Gorzów Wielkopolski           |
| Grzegorz Sobut                                                               | rozgrywający | 1983          | Stal Mielec                           |
| Marcin Malewski                                                              | skrzydłowy   | 1982          | Traveland-Społem Olsztyn              |
| Robert Orzechowski                                                           | skrzydłowy   | 1989          | MMTS Kwidzyn                          |
| Marcin Pilch                                                                 | skrzydłowy   | 1976          | AZS-AWFiS Gdańsk                      |
| Źródło: Północ – Południe 39:37. zprp.pl, 31 maja 2009. [dostęp 2016-01-20]. |              |               |                                       |

Trener: Edward Strząbała (Traveland Olsztyn)
W pierwotnym składzie drużyny Północy znajdowali się również: Rafał Kuptel, Tomasz Paluch, Rosjanin Iwan Pronin, Sebastian Rumniak, Michał Zołoteńko (wszyscy Wisła Płock), Michał Waszkiewicz (MMTS Kwidzyn) i Arkadiusz Miszka (Fokus Park-Kiper Piotrków Trybunalski), którzy ostatecznie nie wystąpili w meczu. Absencja zawodników Wisły Płock spowodowana był rehabilitacją po meczach finałowych o mistrzostwo Polski oraz udziałem w dniu poprzedzającym spotkanie w ślubie klubowego kolegi, Adama Wiśniewskiego. Nieobecność siedmiu zawodników doprowadziła do tego, że w barwach Północy wystąpił Grzegorz Sobut – rozgrywający Stali Mielec, drużyny należącej do Południa.

### Południe
| Zawodnik                                                                     | Pozycja      | Rok urodzenia | Klub           |
| ---------------------------------------------------------------------------- | ------------ | ------------- | -------------- |
| Adam Malcher                                                                 | bramkarz     | 1986          | Zagłębie Lubin |
| Bartłomiej Pawlak                                                            | bramkarz     | 1987          | Stal Mielec    |
| Kazimierz Kotliński                                                          | obrotowy     | 1974          | Vive Kielce    |
| Daniel Żółtak                                                                | obrotowy     | 1984          | Vive Kielce    |
| Paweł Adamczak                                                               | rozgrywający | 1986          | Zagłębie Lubin |
| Remigiusz Lasoń                                                              | rozgrywający | 1982          | Azoty-Puławy   |
| Łukasz Stodtko                                                               | rozgrywający | 1982          | Chrobry Głogów |
| Mikołaj Szymyślik                                                            | rozgrywający | 1982          | Chrobry Głogów |
| Maciej Ścigaj                                                                | rozgrywający | 1982          | Miedź Legnica  |
| Mateusz Jachlewski                                                           | skrzydłowy   | 1984          | Vive Kielce    |
| Łukasz Janyst                                                                | skrzydłowy   | 1983          | Stal Mielec    |
| Patryk Kuchczyński                                                           | skrzydłowy   | 1983          | Vive Kielce    |
| Bartłomiej Tomczak                                                           | skrzydłowy   | 1985          | Zagłębie Lubin |
| Źródło: Północ – Południe 39:37. zprp.pl, 31 maja 2009. [dostęp 2016-01-20]. |              |               |                |

Trener: Bogdan Wenta (reprezentacja Polski, Vive Kielce)
W pierwotnym składzie drużyny Południa znajdowali się również: Paweł Podsiadło (Vive Kielce), Piotr Będzikowski (Miedź Legnica) i Adrian Anuszewski (Zagłębie Lubin), którzy ostatecznie nie wystąpili w meczu. Nieobecność Pawła Podsiadły spowodowana była tym, że w dniu poprzedzającym spotkanie uczestniczył on w roli świadka w ślubie Tomasza Rosińskiego.
Białoruski bramkarz Kazimierz Kotliński wystąpił w meczu na pozycji obrotowego.

## Mecz
| 31 maja 200915:00 | Północ | 39:37(20:18) | Południe | Hala MOSiR, Mielec Widzów: 1500 Sędzia: Arkadiusz Sołodko, Leszek Sołodko |
| 31 maja 200915:00 | Frelek 10 · Malewski 7 · Orzechowski 7 · Boneczko 6 · Kliszczyk 4 · Jankowski 2 · Adamuszek 1 · Płócienniczak 1 · Sobut 1 | 39:37(20:18) | 7 Kuchczyński · 6 Ścigaj · 5 Żółtak · 4 Jachlewski · 4 Tomczak · 3 Adamczak · 2 Janyst · 2 Kotliński · 2 Pawlak · 1 Szymyślik · 1 Stodtko | Hala MOSiR, Mielec Widzów: 1500 Sędzia: Arkadiusz Sołodko, Leszek Sołodko |

## Najlepsza „siódemka” sezonu 2008/2009
Po zakończeniu meczu gwiazd ogłoszono najlepszą „siódemkę” sezonu 2008/2009 polskiej ekstraklasy, którą wybrali trenerzy klubowi. Znaleźli się w niej:
- bramkarz: Kazimierz Kotliński (Vive Kielce)
- lewoskrzydłowy: Witalij Nat (Wisła Płock)
- prawoskrzydłowy: Patryk Kuchczyński (Vive Kielce)
- lewy rozgrywający: Paweł Podsiadło (Vive Kielce)
- środkowy rozgrywający: Tomasz Rosiński (Vive Kielce)
- prawy rozgrywający: Piotr Frelek (Traveland Olsztyn)
- obrotowy: Marek Boneczko (Traveland Olsztyn)